# Крекінг-установка в Їньчуані
Крекінг-установка в Їньчуані — складова гігантського вуглехімічного комплексу, котрий знаходиться в Нінся-Хуейському автономному районі Китаю.
У 2016 році компанія Shenhua Ningxia Coal запустила в Їнчуані великий завод по виробництву рідких вуглеводнів із вугілля. Він, зокрема, міг випускати 980 тисяч тонн газового бензину та 340 тисяч тонн пропан-бутанової фракції (ЗНГ), які призначались для живлення установки парового крекінгу, пробний запуск якої відбувся восени 2017-го. Загалом це піролізне виробництво споживає на рік 1,4 млн тонн газового бензину та ЗНГ, продукуючи 450 тисяч тонн етилену та 600 тисяч тонн пропілену.
Високий вихід пропілену пояснюється тим, що у складі комплексу діє установка метатези олефінів, котра споживає отримані  під час піролізу н-бутени та частину етилену, випускаючи натомість 196 тисяч тонн пропілену. При цьому частину н-бутенів отримують у блоці конверсії ізобутилену. Також під час роботи з фракцією С4 продукують 20 тисяч тонн 1-бутена, котрий потрібен як кополімер, та 64 тисячі тонн бутадієну.
У складі майданчика діють похідні виробництва, здатні випускати 450 тисяч тонн поліетилену високої щільності/лінійного поліетилену низької щільності та 600 тисяч тонн поліпропілену.
Серед побічних продуктів заводу можливо назвати 59 тисяч тонн бензену та 130 тисяч тонн амонію.